# Crise de la Barings

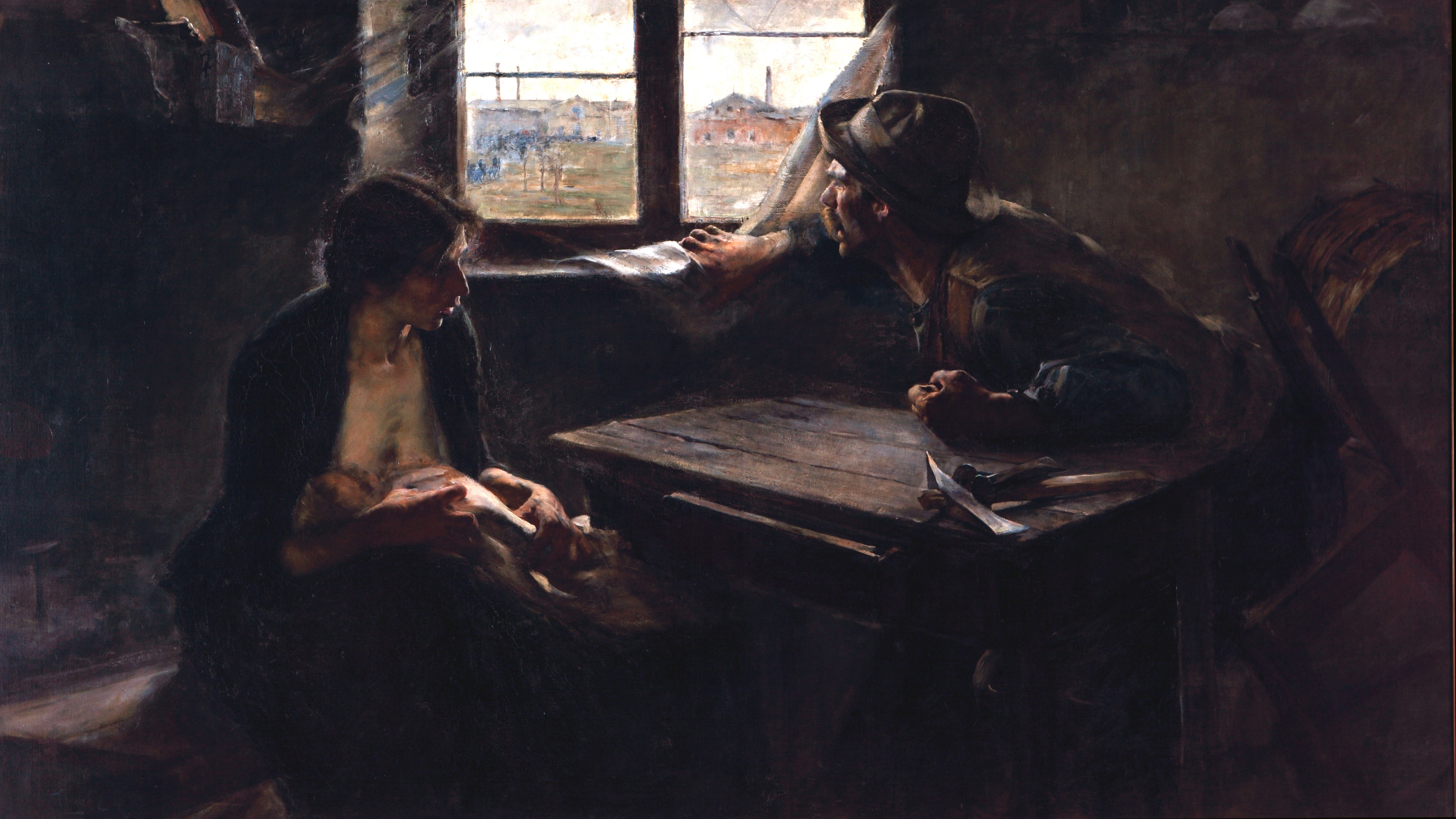
Les effets de la récession de 1890 furent particulièrement sévères en Argentine. Sans pain, ni travail par Ernesto de la Cárcova.

La crise de la Barings, appelée aussi Panique de 1890 fut une récession aiguë. Bien que moins grave que d'autres paniques de l'époque, il s'agit de la crise de la dette souveraine la plus célèbre du XIXe siècle.

## Contexte
La crise fut provoquée par la quasi-insolvabilité de banque Barings à Londres. La Barings, dirigée par Edward Baring (1er baron Revelstoke), fit faillite en novembre 1890, en raison essentiellement de prise de risque excessive sur de mauvais investissements en Argentine. L'Argentine, elle aussi, souffrit beaucoup de la récession de 1890, son PIB réel chutant de 11% entre 1890 et 1891. Un consortium international, réuni par William Lidderdale, gouverneur de la Banque d'Angleterre, comprenant la banque Rothschild et la plupart des autres grandes banques londoniennes, créa un fond pour garantir les dettes de Barings, évitant ainsi une récession plus importante. Nathan Rothschild fit remarquer que sans cela, tout le système bancaire privé de Londres se serait peut-être effondré, ce qui aurait causé une catastrophe économique.
La méfiance financière internationale générée par cette crise contribua à faire éclater une bulle dans l'économie brésilienne, qui avait gonflé depuis la décennie précédente. Elle anticipait à la fois la fin de cette bulle et la crise financière qui suivit dans ce pays. La crise toucha également l’Argentine et l’Uruguay. Elle réduisit considérablement la quantité d'argent envoyé par les immigrants européens dans leur pays d'origine, affectant également l'économie outre-mer dans les années 1890.